# Baie de San Pedro (Philippines)
Pour les articles homonymes, voir Baie de San Pedro.
La baie de San Pedro est une baie située aux Philippines, à l'extrémité nord-ouest du golfe de Leyte, à environ 15 km est-ouest et 20 km nord-sud. La baie est délimitée par deux îles ; au nord et à l'est par Samar et à l'est par Leyte. Elle est reliée par le détroit de San Juanico à la baie de Carigara par la mer de Samar. La ville la plus grande de la baie est Tacloban, capitale de la province de Leyte.
Pendant la Seconde Guerre mondiale, la baie faisait partie d'une grande base de la marine américaine (avy), la base navale de Leyte-Samar.